# Philovenator
Philovenator é um gênero de dinossauro da família Troodontidae. Há uma única espécie descrita para o gênero Philovenator curriei. Seus restos fósseis foram encontrados na formação Wulansuhai na província da Mongólia Interior, na China, e datam do Cretáceo Superior (Campaniano).[carece de fontes?]